# James Alexander Slater
James Alexander Slater (ur. 10 stycznia 1920 w Belvidere, zm. 2 listopada 2008 w Rockford) – amerykański entomolog, specjalizujący się w hemipterologii, herpetolog i historyk-regionalista.

## Życiorys
Urodził się w 1920 roku w Belvidere w stanie Illinois. Jego ojcem był Ray Alvin Slater, a matką Gladys z domu Banks. Dorastał w Rockford w tym samym stanie. W 1942 roku zdobył stopień bakałarza w zakresie entomologii na Uniwersytecie Illinois w Urbanie i Champaign. W czasie II wojny światowej służył w marynarce wojennej Stanów Zjednoczonych podczas działań na Pacyfiku i Morzu Śródziemnym. W 1946 roku odszedł z marynarki i wrócił na University of Illinois, gdzie w 1947 roku uzyskał tytuł magistra. Potem nauczał na Iowa State University. W 1950 roku doktoryzował się tam w zakresie entomologii i rozpoczął pracę jako adiunkt. W 1953 roku przeniósł się na University of Connecticut, gdzie pozostał aż do odejścia na emeryturę w 1988 roku. Na uczelni tej był m.in. kierownikiem wydziałów zoologii i entomologii oraz grup naukowych poświęconych systematyce i biologii ewolucyjnej. Zmarł w 2008 roku w Rockford.
Miał żonę, Elizabeth, oraz czwórkę dzieci: Alexa, Jacquely, Samuela i Lydię.

## Praca naukowa
Slater jest autorem ponad 250 publikacji naukowych. Zdecydowana większość dotyczy pluskwiaków różnoskrzydłych, zwłaszcza światowej fauny przedstawicieli nadrodziny Lygaeoidea. Opisał liczne nowe dla nauki taksony. W 1964 roku ukazał się jego dwutomowy katalog zwińcowatych świata, a w 1978 roku klucz do oznaczania pluskwiaków różnoskrzydłych napisany wspólnie z Richardem Baranowskim. Interesował się także herpetologią – w latach 40. opublikował 4 prace poświęcone gadom (scynkowatym i wężom). Zajmował się też obserwowaniem ptaków i przez pewien czas zatrudniony był jako ornitolog stanowy Connecticut. Badał także cmentarze, nagrobki i zakłady kamieniarskie stanu Connecticut; wśród jego publikacji poświęconych temu zagadnieniu znajduje się monografia The Colonial Gravestones of Eastern Connecticut and the Men Who Made Them z 1987 roku. Ponadto kolekcjonował szkło mleczne, o nim również pisząc artykuły.
Był prezydentem Society of Systematic Zoology, stanowego oddziału Phi Beta Kappa Society, Connecticut Entomological Society i National Milk Glass Collectors Society oraz redaktorem Entomologica Americana.